# Jean-Frédéric Neuburger
 Jean-Frédéric Neuburger  (* 29. Dezember 1986 in Paris) ist ein französischer Pianist und Komponist.

## Leben
Neuburgers Klavierausbildung begann im Alter von drei Jahren, danach die Ausbildung im Orgelspiel und im Bereich der Komposition, bevor er im Alter von dreizehn Jahren Schüler des Pariser Konservatoriums wurde, aus dem er 2005 mit fünf ersten Preisen hervorging. Seine Lehrer waren Itamar Golan, Jean-François Heisser, Christian Ivaldi und Jean Koerner. Danach erhielt er in Genf Unterricht bei Michael Jarrell und Pascal Dusapin in Genf im Fach Komposition sowie bei Luis Naón und Eric Daubresse in der elektroakustischen Komposition. Seitdem betätigt er sich parallel als Komponist und Pianist mit einem breit gefächerten Repertoire.
Neuburger erhielt Aufträge unter anderem vom Boston Symphony Orchestra, dem Festival d’Évian, Radio France, dem Concours international Long-Thibaud und den Folles Journées de Nantes. Seine Werke wurden vom Orchestre de Paris und dem Boston Symphony Orchestra unter der Leitung von Christoph von Dohnanyi und dem Chor und der Philharmonie von Radio France unter der Leitung von Pascal Rophé aufgeführt.
Als Solist trat er mit Orchestern von internationalem Ruf auf, unter anderem mit den New Yorker Philharmonikern, der San Francisco Symphony, der Baden-Badener Philharmonie, dem Danish National Symphony Orchestra, dem Orchestre National de Montpellier, dem London Philharmonic Orchestra und dem Orchestre Philharmonique de Radio France. Im Jahre 2006 gab er zwei bedeutende Debüts: Das erste in Shanghai mit dem Shanghai Philharmonic Orchestra mit Dmitri Schostakowitschs Konzert Nummer 2 und als zweites ein Konzertdebüt in Tokio mit dem New York Philharmonic Orchestra unter Lorin Maazel mit Ludwig van Beethovens Konzert Nummer 3. Im Mai 2007 trat er mit Yoel Levi und dem Orchestre National d'Île-de-France in Franz Liszts Konzert Nummer 1 für die Wiedereröffnungssaison des renommierten Pariser Salle Pleyel auf, bevor er für Sommerfestivals nach Amerika zurückkehrte. Er arbeitet mit Dirigenten wie François-Xavier Roth, David Zinman und anderen zusammen. Mit Pierre Boulez studierte er dessen Klaviersonate Nummer 2 ein. Neuburger wird von den renommiertesten internationalen Festivals eingeladen (Festival International de Piano de La Roque d’Anthéron, La Jolla Music Society, Lucerne Festival, Klavier-Festival Ruhr, Saratoga, Verbier) und konzertiert als Kammermusiker mit den führenden Musikern seiner Generation, darunter Renaud Capuçon, Bertrand Chamayou, Raphaël Sévère, Tatjana Vassiljeva und dem Modigliani Quartett.
Neuburger ist seit 2009 Professor für Klavier-Begleitung am Conservatoire Nationale Supérieur de Musique (CNSM) in Paris.

## Auszeichnungen
Neuburger ist Preisträger bei vielen internationalen Wettbewerben. Zu seinen Preisen gehören unter anderem der erste Preis beim Internationalen Wettbewerb für junge Pianisten im Jahre 2002 in Ettlingen und der zweite Preis sowie der Beethoven-Preis des Internationalen José-Iturbi-Wettbewerbs 2004 in Valencia in Spanien. Er erhielt den dritten Grand Prix beim Orchestre Philharmonique de Radio France sowie den Publikumslieblingspreis und Sacem-Preis beim Long-Thibaud-Wettbewerb 2004 in Paris. Im Jahre 2005 erhielt er den ersten Preis bei den Young Concert Artists European Auditions in Paris sowie den zweiten Preis bei der London International Piano Competition. Er gewann 2006 die Young Concert Artists International Auditions, wo er auch mit dem John Browning Memorial Prize und dem Rhoda Walker Teagle Prize ausgezeichnet wurde. Er erhielt 2010 den „Lili et Nadia Boulanger-Preis“ von der Académie des Beaux-Arts. Im Jahre 2015 erhielt er den „Hervé Dugardin-Preis“ von der französischen Gesellschaft zur Verwaltung der Musikrechte (SACEM).

## Diskografie (Auswahl)
- Chopin. Sonate für Violoncello und Klavier in g-moll op. 65; Alkan. Sonate de concert pour violoncelle et piano E-Dur op. 47 (mit Tatjana Vassiljeva, Cello) Mirare (2010)
- Beethoven. Klavier-Sonaten op. 106 "Hammerklavier", op. 49/1, op. 49/2. Mit DVD: "Voyage au coeur de la Hammerklavier". Mirare (2009)
- Suntory Hall Recital. Bach, Chopin, Ravel, Liszt (Sonata). Double CD Mirare (2008)
- Brahms. The Three Sonatas – Scherzo op. 4. Double CD Disc’Auvers (2008)
- Czerny. L’art de délier les doigts. Double CD Mirare (2007)[9]
- Chopin. Danses, Nocturnes, Variations brillantes. Live Recital. Double CD Disc’Auvers (2006)
- Chopin. 12 Etudes op 10, 12 Etudes op 25. 3 Etudes posthumes. Disc’Auvers (2004)